# Jun Mizutani
Jun Mizutani (Iwata, 9 de junho de 1989) é um mesa-tenista profissional japonês, medalhista olímpico.

## Carreira
Jun Mizutani representou seu país nos Jogos Olímpicos de 2008, e 2012.
Mizutani tem seis bronzes, em campeonatos mundiais.
Fez grande campanha no individual batendo o brasileiro Hugo Calderano nas oitavas, porém não aguentou a força chinesa, conquistou a medalha de bronze, numa batalha épica contra Vladimir Samsonov.
Ganhou o ouro nas duplas mistas nos Jogos Olímpicos de 2020 ao lado da Mima Ito.